# Platycorynus backoensis
Platycorynus backoensis es una especie de insecto coleóptero de la familia Chrysomelidae.
Fue descrita científicamente en 1985 por Medvedev & Rybakova.